# École nationale de commerce et de gestion de Marrakech
L’École nationale de commerce et de gestion de Marrakech (ENCG de Marrakech) est une école de commerce et de gestion marocaine basée à Marrakech créée en 2004.
Depuis le 29 octobre 2015, le professeur Mohamed Ben Moussa occupe le poste de Directeur de l'école, avant la nomination le 27 février 2020 de Mme Fatima Arib au poste de Directrice de l'école qui relève à l'Université Cadi Ayyad. Le poste de directeur par intérim est occupé en 2024 par Professeur ZAHRANE Tarik.
L'ENCG compte plusieurs partenariats d'échange. Chaque année, plusieurs étudiants partent compléter leurs parcours dans les meilleures écoles et universités en Europe, en Asie et aux États-Unis. 